# Kontorsvaror

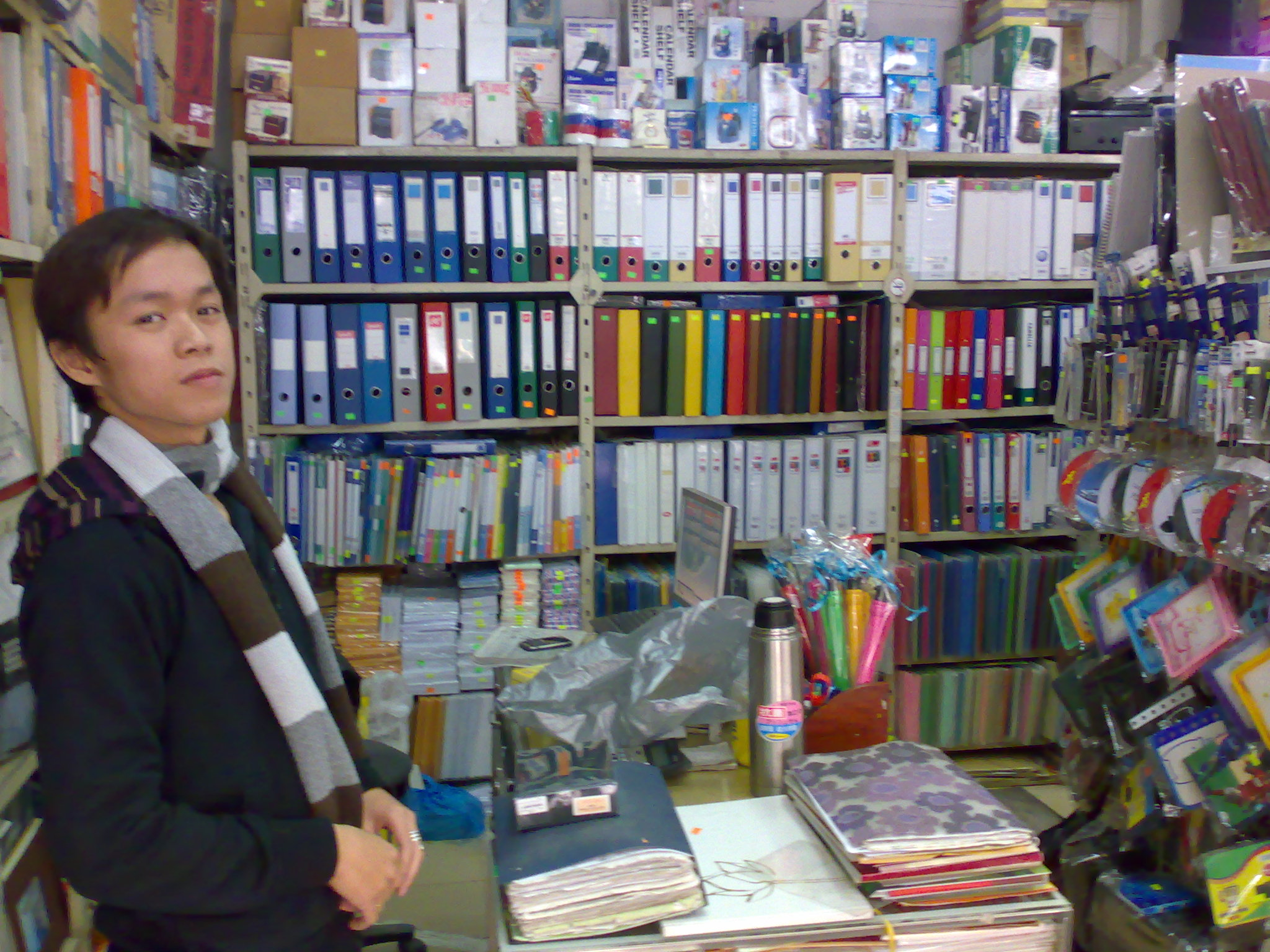
Butik i Hanoi som säljer kontorsvaror.

Kontorsvaror, eller kontorsmateriel, är varor som används för kontorsarbete. Det gäller särskilt papper och sådant som används tillsammans med papper, som skriv- och ritdon, hålslag, tejp, pärmar och häftapparater.
Många kontorsvaror har föråldrats med ökad användning av datorer, men är ihågkomna i form av gränssnittsmetaforer, där komponenter i datorsystemets gränssnitt liknas vid fysisk utrustning.

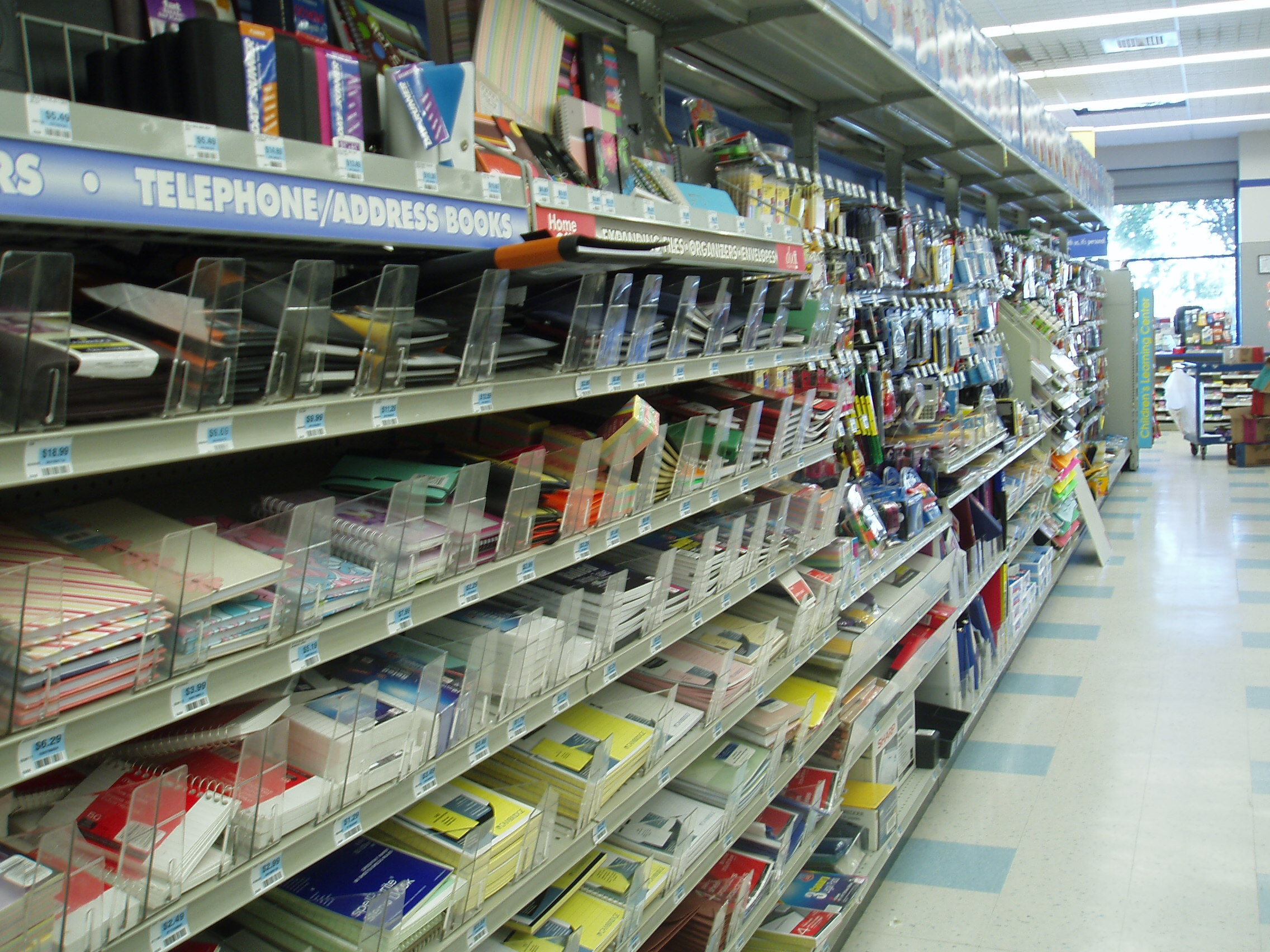
Kontorsvaror i en butik.